# Presque Isle (Maine)
Presque Isle es una ciudad ubicada en el condado de Aroostook en el estado estadounidense de Maine. En el Censo de 2010 tenía una población de 9.692 habitantes y una densidad poblacional de 48,22 personas por km².

## Geografía
Según la Oficina del Censo de los Estados Unidos, Presque Isle tiene una superficie total de 200.99 km², de la cual 196.21 km² corresponden a tierra firme y (2.38%) 4.78 km² es agua.

## Demografía
Según el censo de 2010, había 9.692 personas residiendo en Presque Isle. La densidad de población era de 48,22 hab./km². De los 9.692 habitantes, Presque Isle estaba compuesto por el 94.46% blancos, el 0.63% eran afroamericanos, el 2.39% eran amerindios, el 0.88% eran asiáticos, el 0.04% eran isleños del Pacífico, el 0.25% eran de otras razas y el 1.35% pertenecían a dos o más razas. Del total de la población el 1.31% eran hispanos o latinos de cualquier raza.